# Cylloceria barbouraki
Cylloceria barbouraki là một loài tò vò trong họ Ichneumonidae.